# Plegaderus transversus
Plegaderus transversus är en skalbaggsart som först beskrevs av Thomas Say 1825.  Plegaderus transversus ingår i släktet Plegaderus och familjen stumpbaggar. Inga underarter finns listade i Catalogue of Life.